# 바우하우스

바우하우스의 로고

슈타틀리헤스 바우하우스(독일어: Staatliches Bauhaus), 혹은 줄여서 바우하우스는 1919년부터 1933년까지 독일에서 설립·운영된 학교로, 미술과 공예, 사진, 건축 등과 관련된 종합적인 내용을 교육하였다.
발터 그로피우스가 1919년 바이마르에서 설립했다가, 1925년 데사우로 옮겼다. '바우하우스'는 독일어로 '건축의 집'을 의미한다. 1933년 나치스에 의해 강제로 폐쇄되기 전까지 14년간 운영되었다.
바우하우스의 양식은 현대식 건축과 디자인에 큰 영향을 주게 되었다. 또한 이어지는 예술, 건축, 그래픽 디자인, 실내 디자인, 공업 디자인, 타이포그래피의 발전에 깊은 영향을 주었다.

## 역사

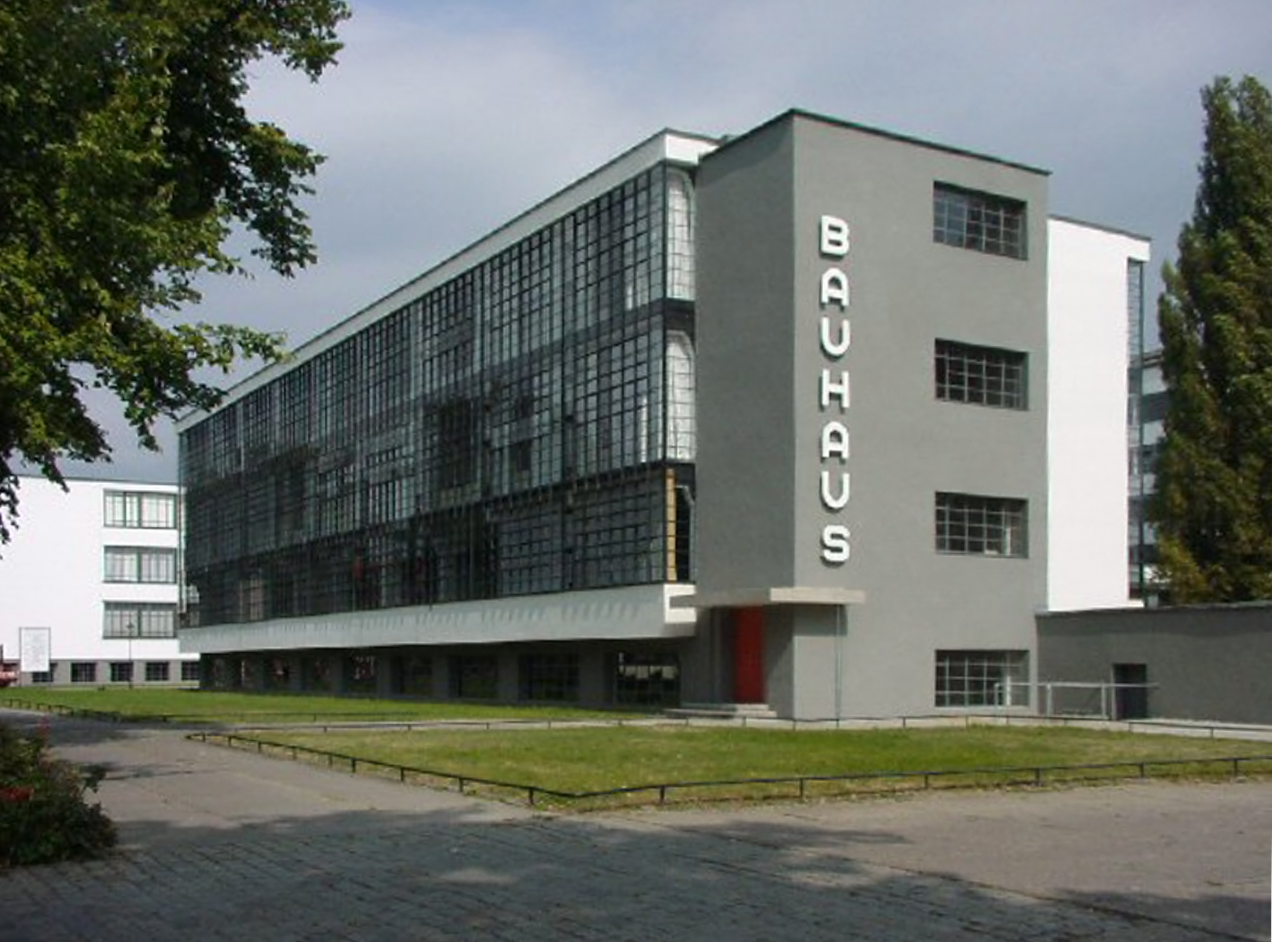
데사우의 바우하우스

1918년, 도이치 제국이 붕괴되어 바이마르 공화국이 성립되었다.
1919년, 바이마르 공예학교와 바이마르 미술학교가 합병하여 '국립 바우하우스 바이마르'가 설립되었고, 초대 교장으로 그로피우스가 취임하였다.
이후, 바이마르의 바우하우스가 폐쇄되어,
1925년에 데사우로 이전, '데사우 시립 바우하우스'가 되었다. 데사우의 교사는 발터 그로피우스가 설계한 것으로, 모더니즘 건축으로서 각국에 소개되었다. 이 시기에 정식 건축과정이 설립되어 건축을 중심으로 모든 조형분야를 종합한다는 이상을 실현하기 위한 준비가 이루어졌다. 그로피우스는 1928년 교장직에서 물러나, 하네스 마이어가 후계자로 지명되었다. 마이어는 과격한 기능주의자로 예술을 집단사회의 표현으로서 모든 사람을 위해 서로 규정된 객관적 질서로 이해하여 생활이나 기능을 떠난 기하학적 형상을 부정하였다. 그는 1930년에 해임되어, 미스 반 데어 로에가 교장에 취임하였고, 정치적 변동으로 인해 1932년에는 학교가 폐쇄되었다. 이후 베를린으로 이전하여 사립학교가 되었지만 결국 1933년, 나치에 의해 폐쇄되었다. 미스 등은 미국에 망명하여 바우하우스의 이념을 전하였다.
1996년에는 바우하우스의 바이마르와 데사우의 건물들이 유네스코 세계문화유산에 등록되었다.

## 이념

### 교육
바우하우스 교육의 최종 목표는 건축을 중심으로 각기 분산된 모든 미술 분야를 통합하는데 있었다. 이와 동시에 “건축가와 조각가, 화가, 우리 모두는 공예가로 돌아가야 한다!”는 그로피우스의 주장대로 공예와 순수미술의 결합을 추구하는 것이 창립 당시의 목표였다. 그러나 바우하우스는 학교 내외의 복잡한 상황과 갈등 속에 여러 가지 측면에서 변화의 과정을 겪었는데, 교육이념의 문제점과 변화를 요약해보면 다음과 같다.
첫째, 초기의 바우하우스에는 건축에 대한 교육이 이루어지지 않았다. 그 이유는 무엇보다도 전쟁 후의 어려운 경제적 여건에 있었다. 바우하우스는 공간과 재료의 부족이라는 어려움에 처했고, 따라서 특별한 시설이 요구되지 않는 이론과목에 집중했다. 따라서 그로피우스가 가장 중요시하던 건축 교육은 1927년에야 비로소 실행되었다.

### 건축
바우하우스의 건축이념과 구성 원리는 크게 네 가지로 구별할 수 있다.
첫 번째로 협동작업의 개념으로 조각가, 화가, 건축가 사이의 예술부분에 대한 전체적인 협력과 설계자인 건축가, 시공자, 기술자와의 수평적인 협력체제로서 서로 협력하는 작업이다.
두 번째로 형태의 문제를 거부하고 시각적 순수성의 정확한 재료 및 구조 기술에 의해 결정되어야 한다. 내면적인 생명력의 근원은 그 시대의 구조 기술이며 기술의 참된 실현이 건축의 초월된 의미로 확장될 때 건축은 그 시대의 역사로서 내적구조의 결정체로서 작용하게 되는 것이다.
세 번째로 시대정신이 요구되는 프로그램의 정확한 이해와 경제성을 통하여 건축문제의 해결이 가능하였고 이러한 경제성에 의해 이루어져야 하며 이는 재료 및 모든 부재의 규격화, 표준화로 연결되며 공업생산 된 부재는 협동 작업에 의한 현장조립으로 마감되는 것이다.

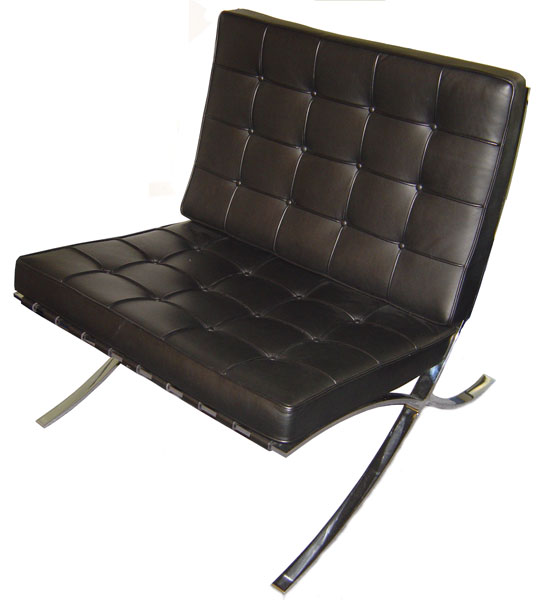
반데어로에의 바르셀로나 의자

마지막으로 공간 개념에 관한 것으로 개별적인 특성과 목적에 의한 ‘합목적성’개념과 시각적인 다양성에 의한 ‘시·공간’개념을 들 수 있다. 전자의 개념은 기능주의적 공간 구성과 공간의 정의, 그리고 목적에 맞는 공간의 부피와 크기에 의해 나타나고 후자의 개념은 형태들의 상호관입과 시점의 다양성에 의해서 표현된다. 형태의 상호관입은 고전적인 건축법칙을 부정하기 때문에 특히 중요하다.

### 디자인
바우하우스는 실용성에 대한 목표는 있었지만 일관된 디자인관이 있었던 것은 아니다. 교육을 담당하던 예술가들의 개인적인 성향이나 디자인관에 따라 다양한 예술적 방향성을 제시했기 때문이다. 또 정치적 이유로 세 번에 걸쳐 지역을 옮기면서 외부적 영향도 받았기 때문이다.
1기(1919-1924)는 수공예를 강조하였으며, 자연과 재료에 대한 연구에 힘썼다.
2기(1925-1931)는 실생활 제품에서 공간까지 디자인을 확대하였고, 디자인의 기능성과 공공적 구조주의를 지향했다. 이는 사회주의적 디자인으로 발달하게 된다.
3기(1932-1933)는 표현주의적 예술을 추구하였으며, 자율적이고 창의적인 사고를 하도록 가르쳤다.
바우하우스는 새로운 것을 만드는 것이 아니라 우수한 표준을 만드는 것에 전념했다. 바우하우스에 있어서 표준형의 의미는 만들기 쉬운 공장생산품의 의미가 아니라 문명사회에 있어서 최고수준의 원형을 의미하며, 우수한 품질을 가지며 본질적인 것이었으며 예술을 산업제품이라는 현실과 잇고자 하는 점에서 예술과 수공업, 산업 사이의 관계를 탐구하였다. 바우하우스의 디자이너들은 이상적인 용도에 알맞다는 점에서 이론의 여지가 없는 제품형웅태를 위한 탐구과정에서 오늘날 기능주의의 고전이라 불리는 불멸의 디자인들을 탄생시켰다.

## 新바우하우스
폐쇄 이후 학교의 체제를 지닌 바우하우스의 후신을 자처하는 기관으로는 미국의 뉴 바우하우스와 독일의 울름조형대학을 들 수 있다. 바우하우스의 교육자들은 미국으로 대거 이주, 미국디자인 교육에 혁신의 바람을 일으켰고, 모홀리 나기는 뉴 바우하우스를 설립하면서 바우하우스식 교육을 신대륙에 이식시켰다. 뉴 바우하우스는 재능 있는 학생들을 요구했으며, 수공업 또는 기계공업 제품의 디자이너, 박람회, 무대, 전시, 상업미술, 타이포그래피, 사진 등의 디자이너, 그리고 조각가, 화가, 건축가의 양성을 목표로 했다. 모홀리 나기는 과거 독일에서의 교육 경험을 토대로 데사우 바우하우스의 교육 프로그램을 기초로 하여 커리큘럼과 조직을 구성했으나 개교 후 일년도 되기 전에 재정상의 이유로 학교를 폐쇄하게 된다. 그러나 뉴 바우하우스는 일리노이 공과대학에 합병되어 오늘에 이르고 있다.
또 다른 바우하우스 출신의 막스 빌은 울름조형대학을 설립하여 바우하우스의 이념을 전후의 역사적 상황에 맞게 재수용하고자 하였으며, 디자인의 학문화를 추구하였고 건축을 포함한 모든 디자인의 과학적인 개발을 위한 분화구가 되었다.울름 조형 대학은 독립적인 산업 디자인 기업처럼 기능했다. 이 학교는 가전업체 '브라운', 항공사 '루프트한자' 등과 연계해 디자인을 발표했다. 브라운사 오디오 기기와 루프트한자 CI 등은 오늘날까지 회자되는 디자인이었고 성공적인 산·학 연계 사례였다.

## 영향
바우하우스가 끼친 영향을 쉽게 설명하자면 다음과 같다.
"우리가 다녔던 학교의 모습을 떠올려보자. 상자 같은 건물에 일정한 간격을 두고 콘크리트 기둥들이 있다. 기둥과 기둥 사이는 사각형 창문들로 메웠다. 회색 바닥의 서늘한 기운이 감도는 긴 복도를 걸어 나오면 학교 앞 문방구에는 원색적인 공중전화가 있다. ⋯ 씻고 다듬고 데우기 좋게 최적의 동선으로 계획된 싱크대가 있고, 옷을 종류별로 나눠 효율적으로 수납할 수 있는 붙박이장이 있으며, 금속 프레임에 가죽 옷을 입힌 안락한 소파가 있다. 눈앞에는 둥근 벽시계와 무지Muji의 네모난 CD 플레이어가 걸려 있다. 이 모든 디자인의 출발점은 ‘바우하우스’란 한 단어로 표현할 수 있다."
이처럼 바우하우스에서 생산한 전등, 벽지, 가구와 같은 산업제품들, 그리고 타이포그래피 등은 그 단순하고 세련된 형태와 구성으로 현대 디자인의 고전이 되었다. 이뿐만 아니라 대부분의 미술 대학 커리큘럼이 바로 90년 전 바우하우스 프로그램으로부터 발전된 것이다. ‘생활 속의 디자인’이라는 문구를 직접 실천함으로써, 학교를 넘어 하나의 건축·디자인 양식으로 볼 수 있을 정도로 커다란 영향을 미쳤다.

### 교육
바우하우스의 교육이념은 미국뿐만 아니라 세계 각지로 퍼져나갔는데, 바우하우스의 교육과정은 다른 나라들이 참고할 만큼의 가치가 있었다. 즉, 오늘날 세계 각지의 미술대학의 교과과정 중에는 바우하우스의 커리큘럼을 따른 것이 많다. 보통 1, 2학년까지는 구성, 소묘 판화, 해부학, 색채학 등을 이수하고, 3학년부터는 각자의 취향에 따라 도안(현재의 시각디자인), 염색공예, 도자기공예, 금속공예를 이수한다. 특히 금속, 요업, 섬유재료학 등은 화공계 교수에 의해 지도되며, 이렇게 재료학에 대한 비중이나 전공과목에 전문 기능인을 두어 교수의 수업을 보조하도록 꾀한 점은 공방 작업에 기초를 둔 조형분야의 유기적 연계와 창조적 전개를 유도한 바우하우스의 교육과정과 유사한 점이 많다고 할 수 있다.

### 건축
바우하우스의 절제된 기하학적 형태와 건축에 대한 경제적, 기술적 이익에 대한 관심 등은 국제건축양식의 모태가 되었고, 교육적 차원에서 이식된 바우하우스의 건축디자인 원리 및 이념은 현대건축의 급변하는 추세 속에서 그 전개발전을 계속해왔다. 1960년 이후의 건축물을 중심으로 살펴보았을 때 바우하우스 건축디자인 원리의 현대적 전개방식은 과학기술의 형상적 상징화, 기술공학적 해결방식의 추구, 건축구성요소 공업생산의 보편화, 기능복합체로써의 건축구성 기하학적 추상성의 계승 등으로 요약된다.

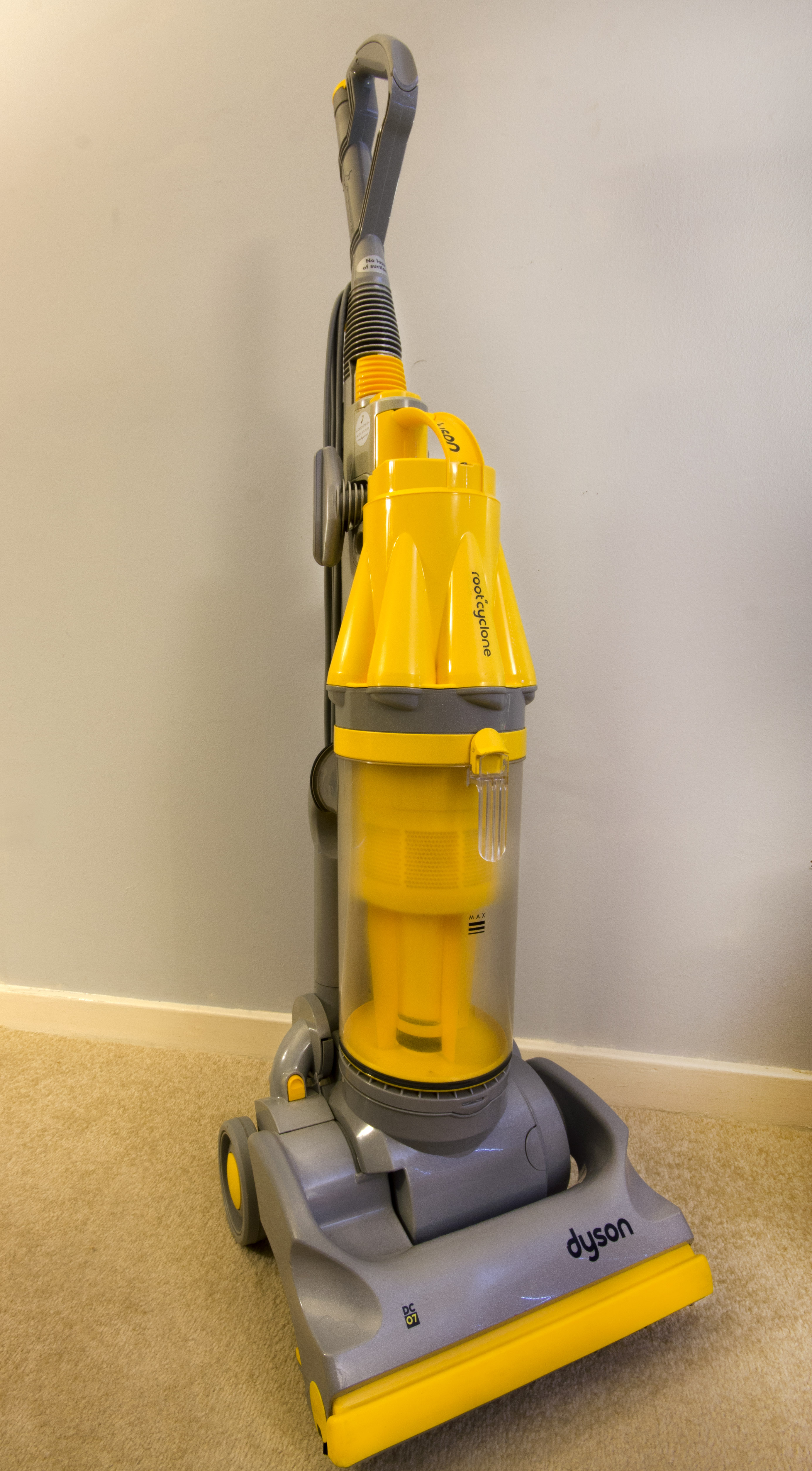
다이슨사의 진공청소기

또한 바우하우스에서 가르쳤던 루드비히 힐버자이머는 현대도시계획의 주요 이론가 중 한사람으로, 그가 최초로 도시를 연구한 것 중에는 "고층도시"라는 개념이 있다. 두 가지 레벨로 층을 이룬 것으로 저층부는 공방, 경공업, 시장, 차고 등으로 사용되며 상층부는 도시근로자의 아파트로 사용되고 있다. 실내공간, 가구, 설비의 표준화 덕택에 도시생활자들은 한 장소에서 다른 장소로 가방 하나만 들고서도 이사를 갈 수 있다는 개념이 등장하였다.
이러한 개념은 당시 엄청난 반향을 불러일으켰고, 포스트모더니즘 시기에 들어서 많은 평론가들에게 혹평을 받기도 하였다. 그는 초기 주장을 발표한 후 40년 후인 1960년대에 "고층 아파트 블럭의 반복은 과다한 단조로움을 가져왔다. 모든 자연은 축출되었다. 나무와 풀밭들이 배제되었다. 결과는 메트로폴리스라기보다는 네크로폴리스로서, 아스팔트와 콘크리트의 불모지 풍경. 모든 면에서 비인간적이다"라고 밝혔다.

### 디자인
바우하우스는 이전의 장인의 시대에서 산업 디자인의 시대로 넘어가는 분수령의 역할을 하면서 현대 디자인의 상징으로 자리 잡았다. 14년이라는 짧은 기간 동안만 유지된 학교이지만, 이후 현대 디자인에 엄청난 영향을 끼쳤는데, 바우하우스 디자인의 특징은 형태는 기능을 따른다는 말처럼 단순화되고 기능적인 형태미로 드러난다. 기능을 따른 형태의 디자인을 보여주는 예는 요즘도 많이 찾아볼 수 있다. 대표적인 예가 바로 다이슨의 청소기다. 이 제품은 최대의 기능을 이끌어내기 위해 필수 불가결한 요소만을 남김으로써 독특한 외형을 자랑한다. 청소기가 동작하는 모습을 그대로 드러내기 위해 투명한 플라스틱으로 외형을 디자인함으로써 남성적이고 간결하면서도 복잡한 형태의 디자인을 만들어 냈다.

### 철학
화려한 언어와 수사로 장식하는 기존의 철학을 반대하는 관념인 논리실증주의에 영향을 주었다.

## 교수진[16]
- 바실리 칸딘스키

공감각에 대해 천부적인 재능을 가지고 있었으며, 형태와 색채의 정확한 상응 개념 인지시켰다. 또한, 색채가 언어보다 감정을 효과적으로 전달하는 시각언어임을 강조하였다.
- 발터 그로피우스

바우하우스의 설립자이다. 건축을 주축으로 하여, 기능적이고 합목적적인 새로운 미를 추구하였으며, 독일 공작연맹의 이념을 계승하여 예술창작과 공학적 기술의 통합을 목표로 하였다.
- 애니 알버스

재료의 특성과 그것이 지닌 형태 가능성에 대해 관심을 가졌으며, 모홀리 나기와 그로피우스를 완벽하게 보조하였다.
- 요하네스 이텐

대비원리를 기초로 한 조형교육을 실시했다. 기능적인 요소 위에 개인적인 형태를 부여하고자 하였고, 다양한 질감, 형태, 색채, 명암을 이용하여 평면과 입체를 다루게 하였다. 또한, 갖가지 대비의 성질을 인식시키는 것이 교육의 기본이 되었는데 특히 재료와 질감의 연구에 역점이 주어졌다.
- 파울 클레

자연만물이 유래한 기본적인 형태에 대한 연구를 실시하였으며, 색채, 형식, 형상, 기법 등을 훈련시켰다. 학생들에게 형상 제작의 근본적인 문제들에 대한 비판적 접근을 발전시켜 나갈 것을 요구하였다.
- 루트비히 미스 반데어로에

바우하우스의 3대 학장직을 맡았으나, 나치의 집권으로 더 이상의 자유로운 근대 디자인 교육이 불가능하게 되자 미국으로 이민을 떠났다. 이듬해에 일리노이 기술대학(IIT)의 건축과 교수로 초빙되어 활동하기 시작했고, 바우하우스에서의 경험을 통해 미국의 현대건축 교육 발전에 기여했다.
- 피에트 몬드리안
- 게르하르트 막스
- 군타 슈퇼츠

## 갤러리

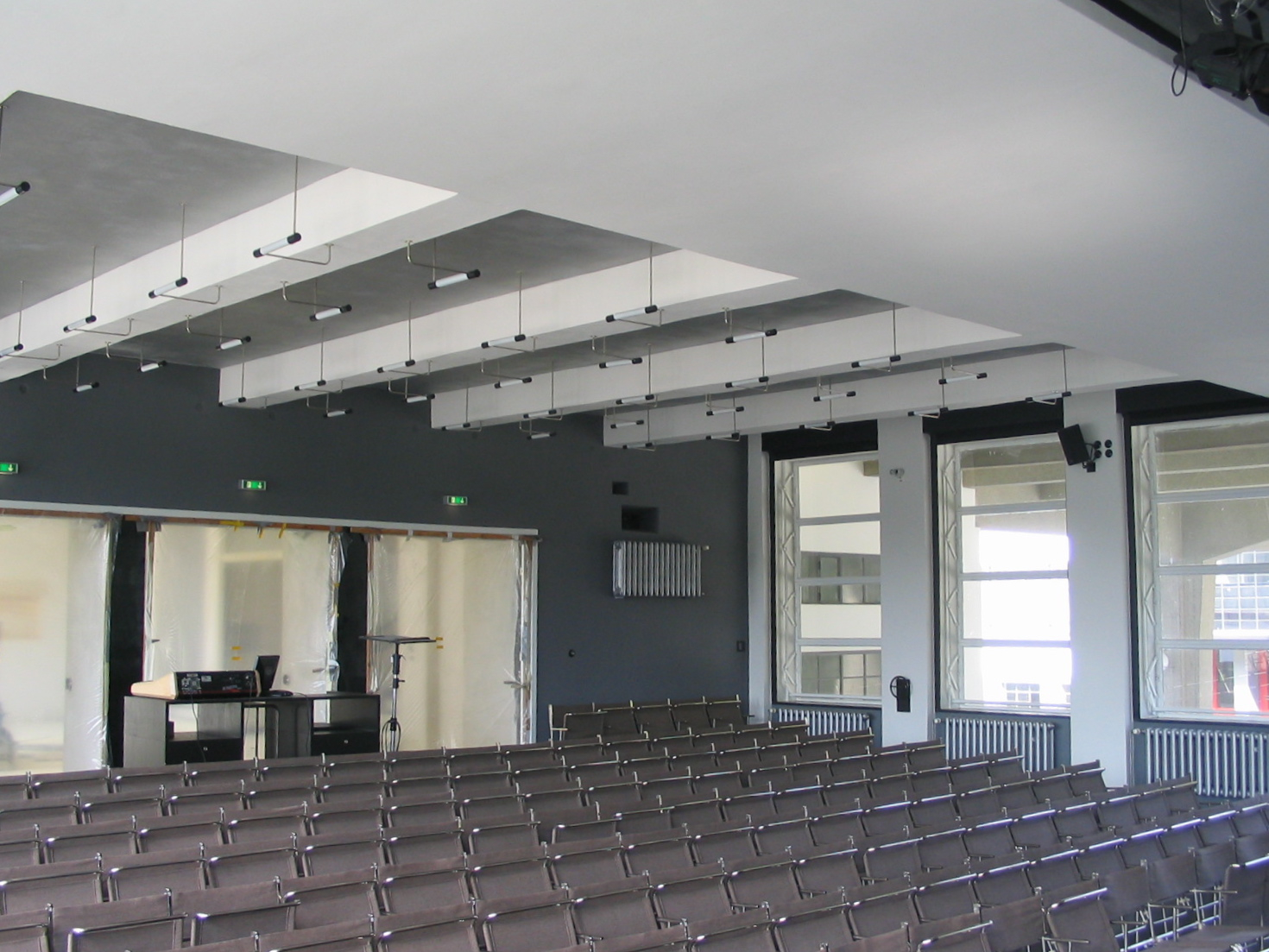
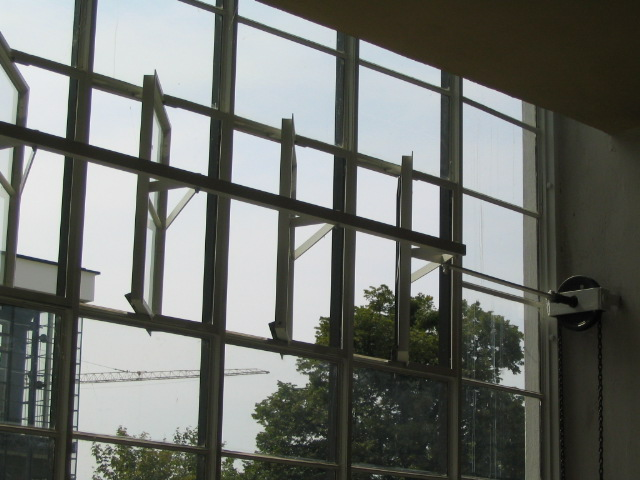

## 같이 보기
- 근대 건축